# Naturschutzgebiet Raffenberg

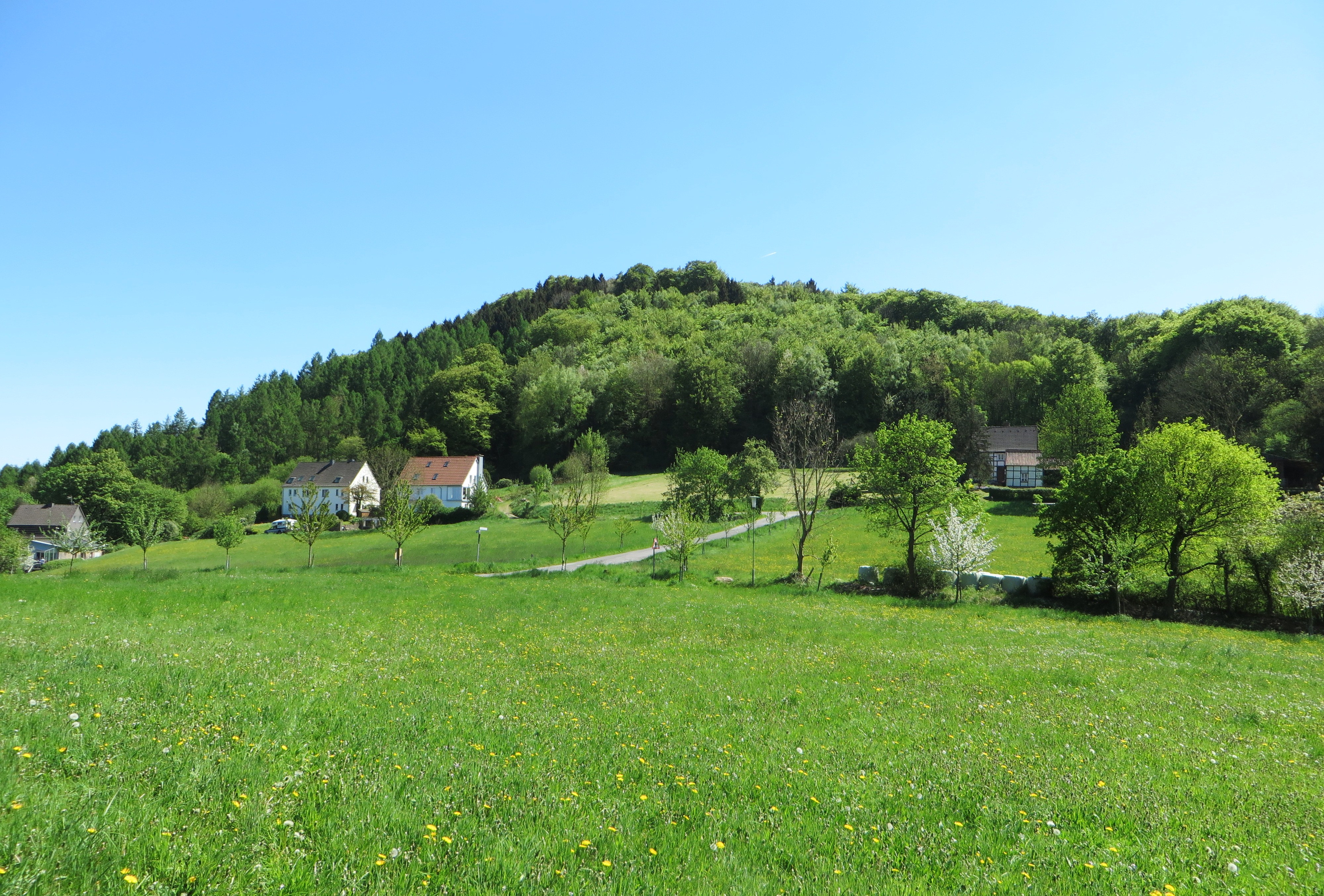
Naturschutzgebiet Raffenberg auf der Bergkuppe

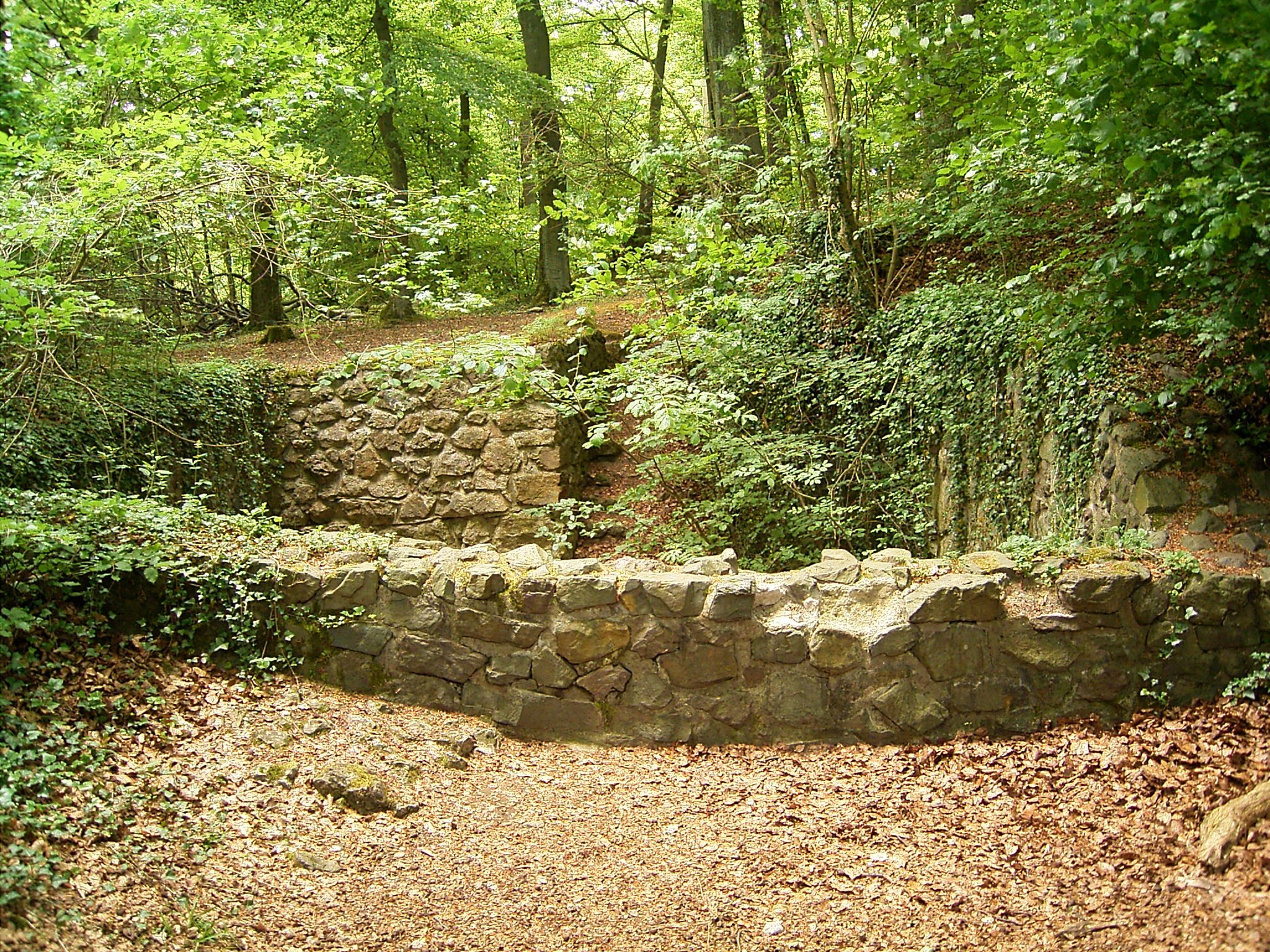
Teile der Ruine der Raffenburg

Das Naturschutzgebiet Raffenberg mit einer Flächengröße von 21,44 ha befindet sich auf dem Gebiet der kreisfreien Stadt Hagen in Nordrhein-Westfalen. Das Naturschutzgebiet (NSG) liegt im Hagener Stadtteil Holthausen. Das NSG wurde 1994 mit dem Landschaftsplan der Stadt Hagen vom Stadtrat von Hagen ausgewiesen. Im Osten grenzt das NSG direkt an die Bundesstraße 7. Im Norden und Osten grenzt direkt die Bebauung an. Das NSG gehört zum FFH-Gebiet Kalkbuchenwälder bei Hohenlimburg (DE 4611-301). Zum FFH-Gebiet Kalkbuchenwälder bei Hohenlimburg gehören die nördlich und nordwestlich liegenden Gebiete Naturschutzgebiet Hünenpforte, Naturschutzgebiet Mastberg und Weißenstein, Naturschutzgebiet Temporärer Mastberg und Naturschutzgebiet Lange Bäume. Im NSG liegt die Ruine der Raffenburg.

## Gebietsbeschreibung
Das NSG umfasst die bewaldete Kalkbergkuppe Raffenberges. Auf der Spitze des Raffenbergs befinden sich die Ruine der mittelalterlichen Raffenburg. Das NSG gehört zu den botanisch artenreichsten und vielfältigsten Gebieten Hagens. Im NSG befinden sich nur Waldflächen. Im Wald befinden sich hauptsächlich  Buchenwäldern. Beim Buchenwald handelt es sich um Orchideen-Buchenwald, Hainsimsen-Buchenwald und Perlgras-Buchenwald. Im Orchideen-Kalk-Buchenwald stehen zahlreiche Orchideen. Teilweise sind die Buchen mehrstämmig, was auf eine ehemalige Niederwald-Nutzung hinweist. Auch zwei Fichtenbestände befinden sich im NSG. An der Bundesstraße 7 sind hohe Felsen zu sehen, die durch den Anschnitt des Berges beim Straßenbau entstanden sind. Im NSG befinden sich Höhlen wie die Rolfhöhle. Die Höhlen dienen als Winterquartier für Fledermäuse, Amphibien und Insekten wie Schmetterling und Zweiflügler. Im Wald wachsen Pflanzen wie das Weiße Waldvöglein, der Kleinblättrige Stendelwurz, der Schildfarn, die Hirschzunge, der Steinbrech, die Vogel-Nestwurz und der Seidelbast. Es kommen Vogelarten wie Buntspecht, Grünspecht und Waldlaubsänger vor. Die Schmetterlingsart Nagelfleck kommt vor. Es kommen die Schneckenarten wie Keller-Glanzschnecke und Steinpicker vor. Im NSG kommen auch Tierarten wie verschiedene Höhlenspinnen vor.

## Schutzzweck
Das NSG wurde zur Erhaltung und Wiederherstellung von Lebensgemeinschaften oder Lebensstätten bestimmter wildlebender Pflanzen- und wildlebender Tierarten sowie zur Erhaltung und Entwicklung überregional bedeutsamer Biotope seltener und gefährdeter sowie landschaftsraumtypischer wildlebender Pflanzen- und wildlebender Tierarten von europäischer Bedeutung als Naturschutzgebiet ausgewiesen.

## Verbote und Gebote im NSG
Im NSG ist das Klettern an den Felsen und das Betreten der Felsköpfe Verboten. Für das NSG wurden eine Reihe spezieller Gebote erlassen. Zu den Geboten gehört die Erhöhung des Umtriebsalters (Alter in dem Bäume gefällt werden) der Buchenwälder auf mindestens 160 Jahre; Durchführung einer Niederwaldwirtschaft auf dafür geeigneten Flächen;  Entwicklung intakter Waldmantel- und Saumgesellschaften; Erweiterung des Naturschutzgebietes in nordwestlicher Richtung im Bereich der Waldfläche Beulsknapp sowie der angrenzenden Grünlandfläche zur Vernetzung mit dem Naturschutzgebiet Hünenpforte.